# Juan Manuel Garza
Juan Manuel Garza (* 30. Januar 1983 in Sahuayo, Michoacán) ist ein ehemaliger mexikanischer Fußballspieler, der zu Beginn seiner Laufbahn vorwiegend im Angriff und später im Mittelfeld agierte.

## Leben
Garza  begann seine aktive Laufbahn in der Nachwuchsabteilung des Club Deportivo Guadalajara und kam in der Saison 2004/05 erstmals für das Filialteam Chivas La Piedad zum Einsatz, das in der folgenden Saison als Chivas Coras firmierte. In der Saison 2006/07 wurde er in den Kader der ersten Mannschaft von Chivas Guadalajara aufgenommen und absolvierte sein Erstligadebüt am 6. August 2006 in einem Auswärtsspiel bei Deportivo Toluca (0:1), in dem er 35 Minuten mitwirkte. Im anschließenden Heimspiel gegen Santos Laguna (3:1) am 12. August 2006 wirkte er drei Minuten mit. Doch diese zwei Einsätze mit insgesamt 38 Minuten Spieldauer markierten schon das Ende seiner Laufbahn in der höchsten mexikanischen Spielklasse. Garza kam zu keinen weiteren Einsätzen, gehörte aber immerhin der Meistermannschaft von Guadalajara an, die den Titel der Apertura 2006 gewann. Am Saisonende wechselte Garza zum Club Tijuana, bei dem er ebenso wie bei seinen späteren Stationen nur eine Spielzeit tätig war.

## Erfolge
- Mexikanischer Meister: Apertura 2006